# Thị tứ
Thị tứ là khái niệm có ở Việt Nam, chỉ khu vực trung tâm của một hoặc nhiều xã với lượng dân cư tương đối, trong đó các ngành nghề như thương mại, dịch vụ, công nghiệp và tiểu thủ công nghiệp phát triển hơn so với các xã phụ cận. Dân cư sống trong thị tứ cũng sống tập trung và có mật độ cao hơn. Một thị tứ được hình thành khi ở khu vực đó có sự thuận lợi về các điều kiện hạ tầng cơ sở hơn so với  các xã phụ cận.
Thị tứ không phải là một đơn vị hành chính chính thức của Việt Nam. Tuy nhiên, thị tứ là tiên đề để hình thành nên các thị trấn mới trong tương lai, khi nó phát triển đủ lớn để chính quyền có thể công nhận.